# Un cercueil pour le shérif
Pour plus de détails, voir Fiche technique et Distribution.
Un cercueil pour le shérif (Una bara per lo sceriffo) est un western spaghetti italo-espagnol sorti en 1965, réalisé par Mario Caiano.

## Synopsis
A Richmond, arrive un mystérieux pistolero qui se présente comme Texas Joe. Le soir-même, les hommes de Lupe Rojo, un bandit recherché, organisent un holdup à la banque du pays. Texas Joe se joint à eux et leur ramène un blessé, en gage de bonne foi.
Mais pour vraiment faire partie de la bande, il faut se battre avec un autre membre jusqu'au dernier sang. Joe Logan - c'est le vrai nom de Texas Joe -, ayant blessé à mort son adversaire, lui demande alors lequel des membres a bien pu violer et tuer une femme pendant une attaque de diligence quelques années auparavant. L'adversaire meurt sans le révéler, et Texas Joe est ainsi contraint de demeurer dans la bande de Lupe pour tenter d'obtenir ces informations. 
Les bandits ont l'intention d'attaquer l'atelier d'un riche propriétaire de bêtes, Wilson, un ami de Joe. Joe, parvient à prévenir Wilson, mais les bandits le suspectent d'avoir menti sur la raison de son absence. D'autant plus lorsque les hommes de Wilson les accueillent bien préparés avec des carabines... ils torturent alors Texas Joe pour lui faire dire pourquoi il s'est infiltré parmi eux.
Cherchant toujours à savoir qui il est en fait, les bandits enlèvent la fille de Wilson, pour la faire parler, puisque Texas Joe l'avait défendue. La pauvre fille ne sait rien, mais les bandits la violent et la tuent et c'est alors que l'un d'eux mentionne une autre fois où il avait fait la même chose pendant l'attaque d'une diligence.
Texas Joe commence à brûler ses liens, se mettant les mains dans le feu, en dépit de la souffrance. Pendant ce temps, la servante des bandits se révolte devant le sort qu'ils ont fait subir à la fille de Wilson et prenant un revolver, tue Lupo Rojo. Dans la confusion qui s'ensuit, Texas Joe se délivre, récupère le revolver utilisé par la servante, et élimine presque tous les membres de la bande. Celui qui avait tué la femme de la diligence en réchappe cependant et Texas Joe se lance à sa poursuite, le rejoint et le tue.

## Fiche technique
- Titre français : Un cercueil pour le shérif[1]
- Titre original italien : Una bara per lo sceriffo
- Genre : Western spaghetti
- Réalisation : Mario Caiano
- Scénario : David Moreno, Guido Malatesta (sous le pseudo de James Reed)
- Musique : Francesco De Masi
- Production : Luigi Mondello pour Nike Cinematografica, Estela Film
- Photographie : Julio Ortas
- Montage : Antonio Jimeno
- Effets spéciaux : Manuel Baquero
- Décors : J. Cubero, J. Galicia
- Costumes : Peris Hermanos
- Maquillage : Vicente Vazquez
- Durée : 90 minutes
- Année de sortie : 1965
- Pays :  Italie,  Espagne
- Langues originales : italien, espagnol
- Distribution en Italie : Atlantis
- Date de sortie en salle en France : 17 janvier 1968[1]

## Distribution
- Anthony Steffen : Texas Joe
- Eduardo Fajardo : Russell Murdock
- Luciana Gilli : Jane Wilson
- Arturo Dominici (sous le pseudo d'Arthur Kent) : Jerry Kruger, l'« avocat »
- Armando Calvo : Lupe Rojo
- Fulvia Franco : Lulu Belle
- George Rigaud : Wilson
- Miguel Del Castillo : shérif Gallagher
- Jesús Tordesillas : Slim
- Francisco Brana : un homme de Lupe Rojo
- Roberto Chiappa : un homme de Lupe Rojo
- Lucio De Santis : Mulligan
- Miguel De La Riva : Damon